# Gilles di Parigi
Gilles di Parigi (Toucy, ... – Roma, marzo 1139) è stato un monaco cristiano, vescovo e cardinale francese, dell'ordine benedettino.

## Biografia
Nel 1119 entrò come monaco a Cluny, e successivamente si trasferì a Parigi, ove divenne sacerdote. Chiamato a Roma da papa Callisto II (che era stato eletto papa proprio a Cluny), venne nominato cardinale vescovo di Frascati nel concistoro del dicembre 1121 e ricevette quindi la consacrazione episcopale. Venne poi inviato come legato pontificio in Ungheria e Polonia tra il 1123 ed il 1125, ove riorganizzò alcune diocesi.
Nel 1124 partecipò all'elezione di papa Onorio II. Nel 1129 venne inviato come legato in Siria, ove pose fine ad un'annosa querelle fra i patriarchi di Antiochia e di Gerusalemme circa la competenza sulla provincia ecclesiastica di Tiro. La sua partecipazione alla elezione papale del 1130, che si risolse nella duplice elezione di Innocenzo II e di Anacleto II (quest'ultimo considerato successivamente illegittimo e quindi antipapa), è controversa. Presente o meno, ciò che è certo è la sua adesione ad Anacleto II, il che gli costò la scomunica, e la deposizione da cardinale vescovo di Frascati, da parte di Innocenzo II. Anacleto II lo nominò legato pontificio in Francia. Nel 1138 Gilles rientrò nella Chiesa facendo atto di obbedienza a Innocenzo II e venne reintegrato nella carica di cardinale vescovo di Frascati.
Morì a Roma l'anno successivo.
Fu autore di l'Historia Vie Hierosolimitane (sei libri in versi scritti sotto pseudonimo),  della Vie de Saint-Hugues (Vita dell'abate di Cluny, Sant'Ugo) e delle  Epistola ad Bernardum.